# Sídney W. Clarke
Sydney Wrangel Clarke (1864 - 1940) fue un abogado e historiador británico, especializado en el estudio de la magia.
Es conocido por su libro The Annals of Conjuring. Fue publicado originalmente en la revista Magic Wand (1924-1928). En 1929, se imprimieron cuatro copias del libro, por lo que es muy difícil y raro encontrar copias originales del libro. Fue reimpreso en 1983 y 2001.
Hasta 1935, fue presidente del consejo de The Magic Circle, una organización enfocada en el estudio y difusión del arte de la magia.

## Publicaciones
- The Bibliography of Conjuring and Kindred Deceptions (1920)
- The Annals of Conjuring (1929, 1983, 2001)